# Aldo Campatelli
Aldo Campatelli (ur. 7 kwietnia 1919, zm. 3 czerwca 1984) – włoski piłkarz i trener piłkarski.

## Kariera sportowa
W latach 1936–1950 grał na pozycji pomocnika w Interze Mediolan. Rozegrał w lidze dla Interu 283 mecze strzelając 39 bramek. W latach 1950–1953 był graczem Bologny. Po zakończeniu kariery piłkarskiej został trenerem, dwukrotnie prowadził Inter (1955-1956 oraz 1959-1960) oraz Vicenzę (1954-1955 i 1965-1966), oprócz tego Bolognę (1956-1957) i Genoę (1967-1969).